# 孔淵之
孔淵之（5世纪？—465年），会稽郡山阴县（今浙江省绍兴市）人，南朝宋官员，孔子第二十九代孙，孔靖的孙子，孔灵符的儿子。
宋孝武帝时担任尚书比部郎。当时应城县民夫妻辱骂母亲，母亲自杀，夫妻按律当斩，遇到大赦。孔淵之建议杀死丈夫赦免妻子，宋孝武帝听从。宋前废帝时，其父孔灵符被杀，孔淵之也被赐死。